# Dolf Brouwers

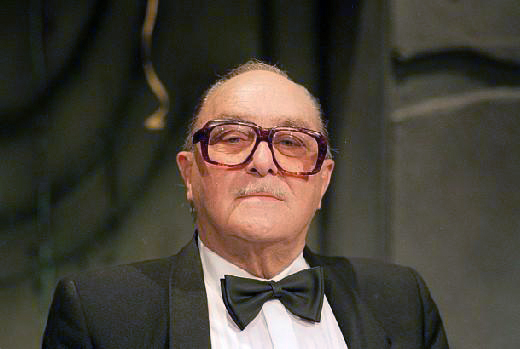
Dolf Brouwers

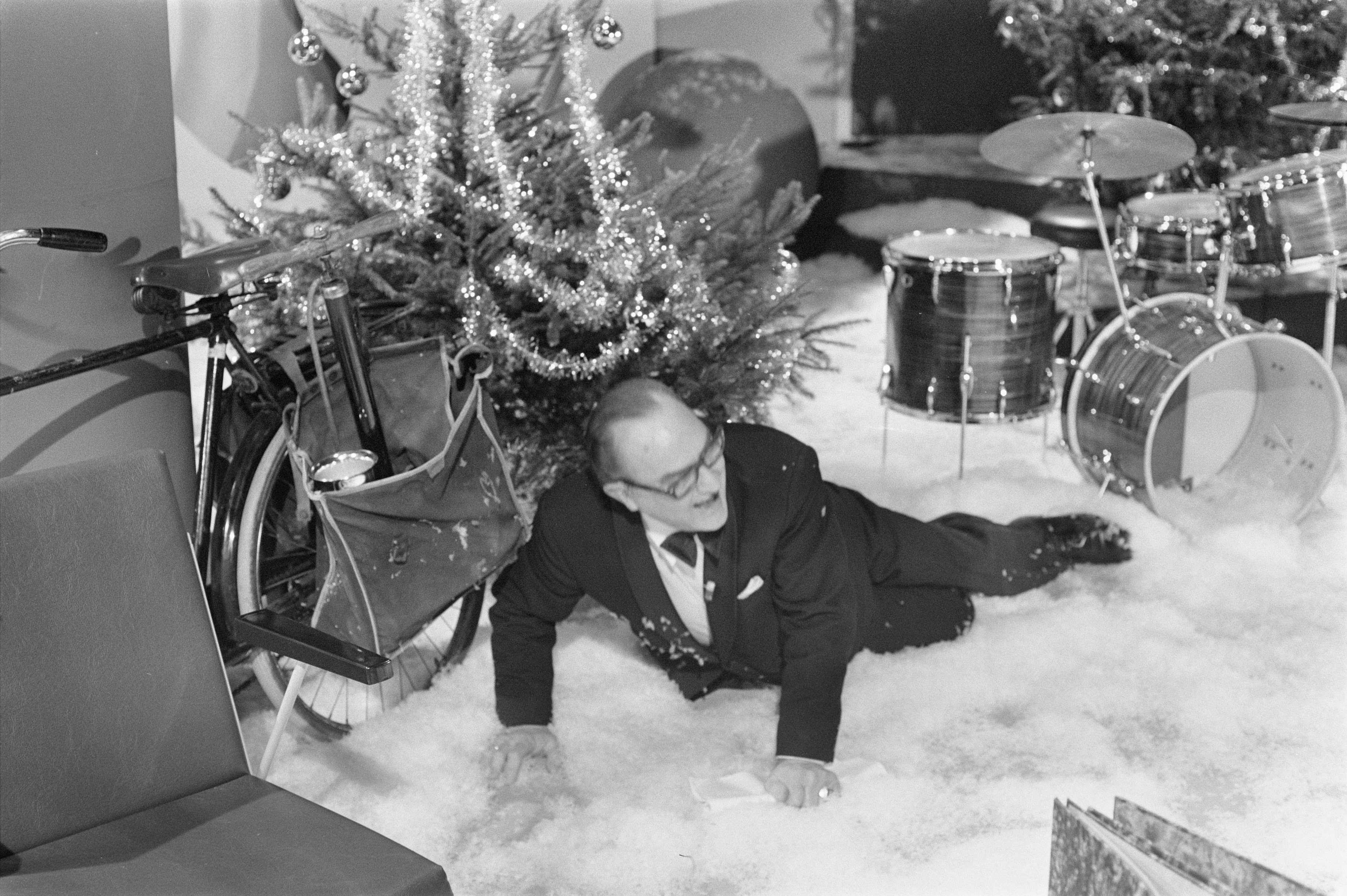
Van Oekel’s Discohoek
Weihnachtsausgabe 1974

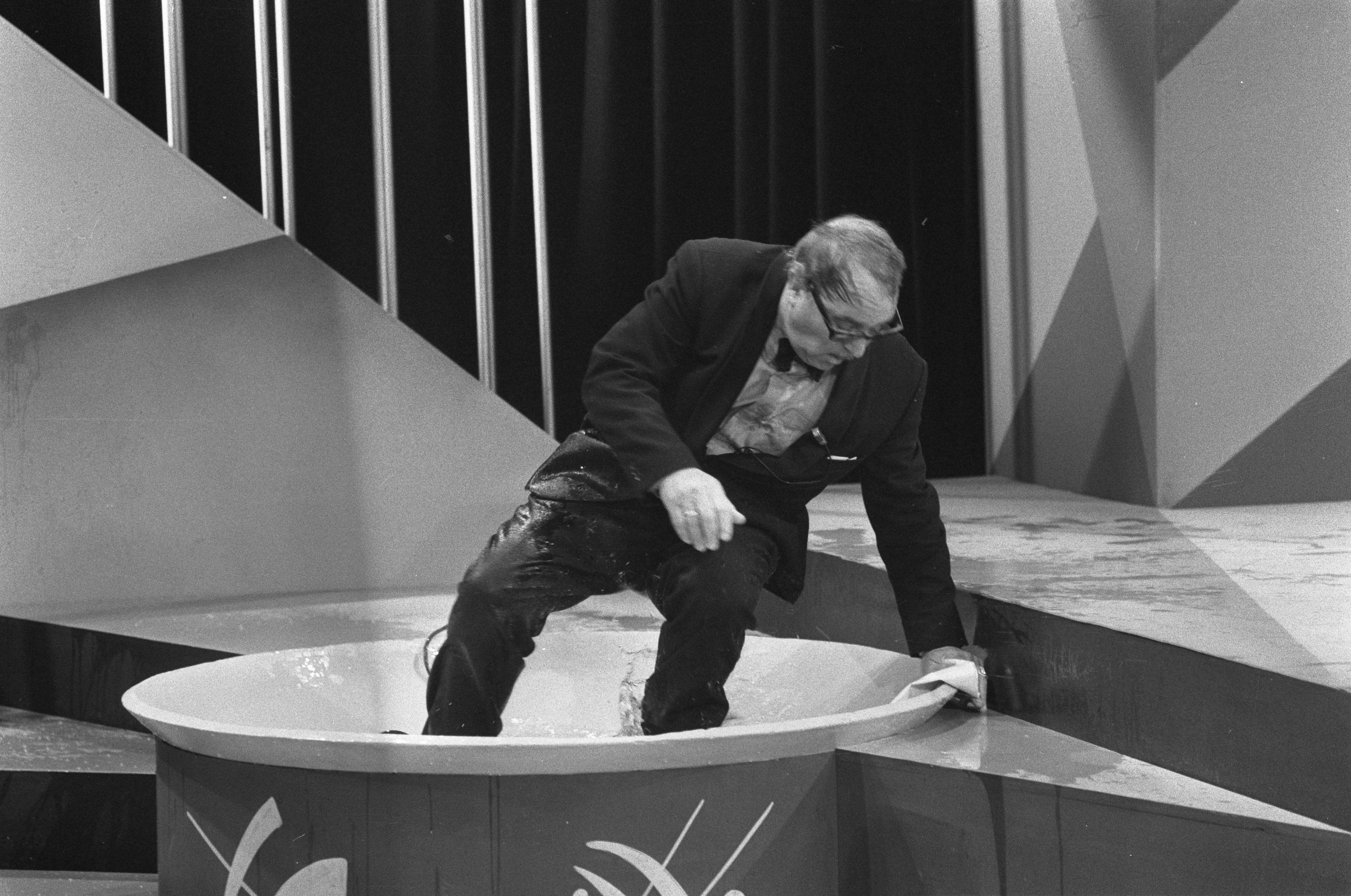
Van Oekel’s Discohoek

Adolphus (Dolf) Brouwers (* 31. August 1912 in Utrecht; † 23. September 1997 in Den Haag) war ein niederländischer Operettensänger mit der Stimmlage Tenor und Komiker, der in den Niederlanden besonders durch die Musikshow Van Oekel’s Discohoek bekannt geworden ist, dem Vorbild der Plattenküche.

## Karriere
Dolf Brouwers wuchs in Utrecht auf und war Friseur, Reiseführer und Staubsaugerverkäufer. Er liebte die Operette und bemühte sich erfolglos um eine Karriere als Sänger. 1972 wurde er aber doch bekannt: Der Regisseur Wim T. Schippers suchte einen Schauspieler für eine Nebenrolle in der Fernsehsendung De Fred Hachéshow. Daraufhin schlug der Hauptdarsteller dieser Show Harry Touw seinen Freund Dolf Brouwers vor. Es handelte sich um die Figur Sjef van Oekel, die in zwei weiteren Shows vorkam, bevor Dolf Brouwers mit Van Oekel’s Discohoek eine eigene Show bekam.
Nachdem Brouwers bekannt war, nahm er viele, meist komische Lieder auf, die teilweise von Wim T. Schippers verfasst waren. Das bekannteste war Vette jus, in dem das Gericht Sauerkraut mit Bratensoße besungen wurde.

## Singles in den niederländischen Charts
- Sjef van Oekel: Oei, oei, dat was lekker!
 (Hoppla, hoppla, das war schön!)
 1980, Platz 23, 5 Wochen
- Dolf Brouwers: Oh wat is het toch fijn om gelukkig te zijn
 (Oh, wie schön es ist, glücklich zu sein)
 1985, Platz 46, 2 Wochen
- Dolf Brouwers: Al die rotzooi in de Rijn
 (Das ganze Durcheinander im Rhein)
 1988, Platz 27, 7 Wochen
- Dolf Brouwers mit Manke Nelis: De vis wordt duur betaald
 (Der Fisch wird teuer bezahlt)
 1988, Platz 46, 8 Wochen

| Personendaten    | Personendaten                             |
| ---------------- | ----------------------------------------- |
| NAME             | Brouwers, Dolf                            |
| ALTERNATIVNAMEN  | Brouwers, Adolphus                        |
| KURZBESCHREIBUNG | niederländischer Operettensänger, Komiker |
| GEBURTSDATUM     | 31. August 1912                           |
| GEBURTSORT       | Utrecht                                   |
| STERBEDATUM      | 23. September 1997                        |
| STERBEORT        | Den Haag                                  |